# Fábio Vieira
Fábio Daniel Ferreira Vieira (* 30. Mai 2000 in Santa Maria da Feira) ist ein portugiesischer Fußballspieler.

## Karriere

### Verein
Der in Santa Maria da Feira geborene Fábio Vieira entstammt der Nachwuchsabteilung des FC Porto, wo er mit einjähriger Unterbrechung als Leihspieler bei Padroense FC in der Saison 2015/16 seine gesamte Jugendzeit verbrachte. Am 24. Februar 2019 (23. Spieltag) debütierte er bei der 0:1-Auswärtsniederlage gegen den FC Arouca für die Reservemannschaft in der zweithöchsten portugiesischen Spielklasse, als er in der 57. Spielminute für Kelechi Nwakali eingewechselt wurde. Dies blieb sein einziger Einsatz für den FC Porto B in dieser Saison 2018/19, in der er auch mit der U19-Mannschaft an der UEFA Youth League teilnahm. Mit dieser Auswahl erreichte er als wichtiger Stammspieler das Endspiel. Zum 3:1-Finalsieg gegen den FC Chelsea steuerte er als Offensivspieler einen Treffer bei.
Zur nächsten Spielzeit 2019/20 wurde er endgültig in die Reservemannschaft befördert. Am 25. August 2019 (3. Spieltag) traf er beim 3:1-Auswärtssieg gegen den SC Farense erstmals für die Reserve und bereitete in dieser Partie auch ein Tor vor. Vieira etablierte sich rasch als Stammkraft auf dem Flügel, und nach dem Jahreswechsel traf er auch regelmäßig. Seine guten Leistungen brachten ihm in der Zwangspause aufgrund der COVID-19-Pandemie eine Beorderung in die erste Mannschaft von Cheftrainer Sérgio Conceição ein. Am 10. Juni 2020 (26. Spieltag) debütierte er beim 1:0-Heimsieg gegen den CS Marítimo in der höchsten portugiesischen Spielklasse, als er in der 72. Spielminute für Moussa Marega eingetauscht wurde. In den nächsten Ligaspielen bekam er regelmäßig Einsatzzeit und am 5. Juli (30. Spieltag) erzielte er beim 5:0-Heimsieg gegen die Belenenses SAD sein erstes Ligator für die Herren der Azuis e brancos.
Zur Saison 2022/23 wechselte Vieira in die englische Premier League zum FC Arsenal. Im August 2024 wurde er zurück an den FC Porto verliehen.

### Nationalmannschaft
Im Juni 2018 absolvierte Fábio Vieira zwei Länderspiele für die portugiesische U18-Nationalmannschaft. Im März 2019 kam er erstmals für die U19 zum Einsatz und nahm mit dieser Auswahl an der U19-Europameisterschaft 2019 in Armenien teil. Im zweiten Gruppenspiel gegen Spanien erzielte er den Ausgleich zum 1:1-Endstand. Als Starter in allen Spielen erreichte er mit Portugal das Endspiel, in dem man erneut auf Spanien traf. Nun musste man aber eine 0:2-Niederlage hinnehmen. Im Anschluss wurde er zusammen mit seinem Landsmann Félix Correia in die Mannschaft des Turniers gewählt. Insgesamt bestritt er für die U19 neun Länderspiele, in denen ihm ein Torerfolg gelang.
Im September 2019 debütierte er für die U20 und zwei Monate später kam er erstmals für die U21 zum Einsatz. Bei der U21-Europameisterschaft 2021 erreichte er mit Portugal das Finale und wurde zum besten Spieler des Turniers gewählt.

## Titel und Auszeichnungen

### Im Verein
International
- UEFA-Youth-League-Sieger: 2019

Portugal
- Portugiesischer Meister: 2020, 2022
- Portugiesischer Pokalsieger: 2022

### Auszeichnungen
- Bester Spieler der U21-Europameisterschaft: 2021